# Kanton Vannes-1
Der Kanton Vannes-1 (bretonisch Kanton Gwened-1) ist seit 2015 ein französischer Wahlkreis im Arrondissement Vannes, im Département Morbihan und in der Region Bretagne.

## Geschichte
Der Kanton entstand am 22. März 2015 aufgrund der Neuordnung der Kantone in Frankreich. Er ersetzt nahezu den bisherigen Kanton Vannes-Centre.

## Lage
Der Kanton liegt im Süden des Départements Morbihan.

### Gemeinden
Der Kanton Vannes-1 umfasst die zentralen Stadtviertel der Stadt Vannes.